# Пиаца дел Дуомо (Милано)
Пиаца дел Дуомо (на италиански: Piazza del Duomo, букв. „Катедрален площад“) е главният площад на град Милано, Северна Италия. Това е жизненоважният център на града, мястото за срещи на миланците, за да отпразнуват важни събития и заедно с прилежащата Галерия „Виктор Емануил II“ е емблематично място на метрополиса и дестинация за посетители и туристи от цял свят.

## Описание
Същинската площ на правоъгълния площад е от около 17 хил. m2. Ако се вземе предвид площта, оградена от околните сгради, подредени спрямо Миланската катедрала (Дуомо), повърхността е 47 200 m2, което го прави един от най-големите площади в Италия.
Доминиран от внушителната готическа предна част на катедралата и украсен в центъра от конния паметник на Виктор Емануил II от 1896 г., площадът е заобиколен от архитектурни паметници от различни периоди: срещу катедралата се издига Палацо Карминати от 1867 г., докато на по-дългите страни на площада стоят една срещу друга симетричните Южни аркади, от двете страни на куито са кулите на Палацо Аренгарио, и Северните аркади с монументалния вход към Галерия „Виктор Емануил II“.

## История

### Реализация
Раждането на площада може да се проследи чак до господаря на Милано от 14 век Ацоне Висконти. За да създаде полезно пространство за търговски дейности наред с голямата поредица от магазини, които заобикалят „Света Текла“, той кара да изградят Пиаца Аренго между катедралата „Санта Мария Маджоре“ и базиликата „Света Текла“. За да се създаде необходимото пространство за площада, той нарежда да съборят около 1330 г. таверните до катедралата. Работите по изграждането на площада претърпяват значително забавяне след смъртта му.
През 1385 г. херцог Джан Галеацо Висконти кара да съборят къщите на епископа и на канониците, а през 1387 г. – и баптистерия „Свети Йоан при изворите“. Във всеки случай на Пиаца Аренго са направени малко интервенции, което е и поради Миланската катедрала (Дуомо), работите по която започват зад „Санта Мария Маджоре“. През 1458 г. с благословията на папа Пий II, след папска була от 11 ноември, херцог Франческо I Сфорца и Фабриката на Дуомо получават разрешение да съборят базиликата „Света Текла“, за да създадат голям площад, достоен за Дуомо. През февруари 1477 г. херцогиня Бона Савойска предоставя площада на Фабриката на Дуомо.

### От 16 век до Обединението на Италия
През 1548 г. Винченцо Серени създава нов проект за Пиаца дел Дуомо. Тъй като в тези години има финансови затруднения, единствената работа, която е извършена сред всичките предвидени от Серени, е разрушаването на Парадизо и на новата базилика „Света Текла“ (построена през 1481 г. чрез използване на оцелялата фасада на оригиналната базилика), като по този начин се създава квадратен площад пред Дуомо.
С откриването на Кралския дворец на арх. Джузепе Пиермарини се ражда втори площад, поставен странично спрямо първия и свързан с него.
В епохата на Наполеон отново се мисли за разширяване на площада в ущърб на рененсансовия дворец Коперто дей Фиджини от 1457 г. и на квартал Ребекино. Представените проекти показват желанието да се намали ролята на Дуомо в полза на градските сгради като триумфалните арки и голяма сграда, която да се използва като съд и седалище на професионалните асоциации. Проектът е отложен отново поради финансови затруднения.
И през последвалия период на Реставрацията (1814 – 1859 г.) е има нов проект за площада, поръчан от новия император Фердинанд I на Джулио Бекария. От различните фази, предвидени в проекта, единствената, която е изпълнена, е тази в района зад Дуомо, където са разрушени къщите на Фабриката на Дуомо, за да се построи новата сграда на фабриката.

### Проект на Джузепе Менгони
Сегашният си вид площадът дължи на ремонтите, извършени от архитекта Джузепе Менгони, който през 1865 – 1873 г. значително разширява предишния църковен площад на градската катедрала.
След френско-пиемонтските победи и с наближаването на раждането на новото Кралство Италия новият съвет още през 1860 г. се надява да преустрои напълно целия площад. През април 1860 г. миланските граждани са поканени да представят идеи за новия площад и новата улица е кръстена на крал Виктор Емануил II. Представените проекти служат за по-доброто определяне на очертанията на проекта и за публичното обявяване на конкурс на 1 май 1861 г. Представените 18 проекта са разгледани през лятото на 1862 г. Комисията награждава 4 от тях, но ги преценява като не напълно валидни. Въпреки че не присъства сред печелившите проекти, проектът на Менгони получава значително признание.
През 1863 г. е обявен нов конкурс, спечелен от Менгони, чийто проект е одобрен от Градския съвет на 15 септември 1863 г. След някои промени в проекта, одобрен през 1864 г., на 7 март 1865 г. Виктор Емануил II полага първия камък на Галерия „Виктор Емануил II“, която е построена само за 3 г. Откриването за обществеността е на 15 септември 1867 г.
След като галерията е завършена, работите за площада продължават, но спечелилата договора компания – базираната в Лондон City of Milan Improvements Company Limited започва да показва признаци на финансова нестабилност. Това принуждава общината да закупи галерията и районите, отвъд които се издигат новите крила на площада, тоест сградите на Северната и на Южната аркада. Вместо това площта на изток от галерията е продадена на частни лица, които са длъжни да продължат работата според предвиденото в проекта на Менгони. Аркадите и свързаните с тях сгради са завършени през 1875 г.
Остават да бъдат построени само двете триумфални арки, за чиято съдба общинските власти веднага изразяват колебание поради липсата на средства. Въпреки това Менгони, копнеещ да завърши работата си, финансово се ангажира със съответната обществена поръчка. На 30 декември 1877 г., по време на инспекция, 48-годишният архитект пада от скелето при неизяснени обстоятелства. Смъртта му е представена като нещастен случай, но от самото начало се носят различни слухове за възможното самоубийство на великия архитект или дори за убийство. С него пропадат завинаги проектът му и надеждите да бъде доведен той до край: от тогава площадът остава практически непроменен и едва през 1896 г. в центъра му е открит конният паметник на Виктор Емануил II.

### 20 век
През 1928 г. архитектът Пиеро Порталупи създава новия църковен площад и настилката на площада. През 1936 г. на мястото, където е трябвало да стоят двете триумфални арки, е построен Палацо Аренгарио, покрит с розов мрамор от Кандолия – същият, с който е построена Миланската катедрала, с изваяни барелефи. Той е използван от Бенито Мусолини за място на произнасяне на публичните му речи пред насъбралия се народ.
От първоначалния проект остава неосъществена сградата в дъното: всъщност и към 2022 г. се вижда Палацо Карминати, от който през 1999 г. са премахнати светещите рекламни табла, покриващи изцяло фасадата.
По време на Втората световна война под площада е изградено бомбоубежище, а цветните лехи пред Палацо Карминати са засадени с пшеница като част от военната кампания за зеленчукова градина.
В началото на 1950-те и 1960-те г. под площада е построена метростанцията, използвана първо за червената линия (линия 1), а след това и за жълтата (линия 3) на Миланското метро.
С изграждането на линия 3 на метрото, активирана през 1990 г., архитектът Иняцио Гардела проектира паметник от западната страна, така че да възстанови площада в пропорциите, предвидени от проекта на Джузепе Менгони. Проектът обаче не е осъществен.
Пиаца дел Дуомо е точката, от която традиционно започва маратонът Страмилано.
Към края на 20 век от страната на площада е временно монтиран фонтан, чиито водни струи приемат формата на катедралата.

### 21 век
От 2000-те г. нататък има малко промени. Трябва да се подчертае въвеждането за първи път на дървета в контекста на площада, засадени през 2014 г., чиято максимална височина от 14 м не закрива фасадата на Палацо Карминати.
Работата по засаждането на палми (Trachycarpus fortunei) започва на 15 февруари 2017 г., към която са добавени бананови растения (Musa ensete) – операция, спонсорирана от Старбъкс. Този ремонт, планиран за три години по проект на миланския архитект Марко Бей, получава смесени оценки.

## Паметници, музеи и сгради
- Миланската катедрала (Дуомо)
- Галерия „Виктор Емануил II“
- Палацо Аренгарио
- Палацо Карминати
- Кралски дворец
- Паметник на Виктор Емануил II

## Транспорт
- и  Дуомо
- Към площада принадлежат трамвайните линии 1, 2, 3, 12, 14, 15, 16, 19, 24, 27 и автобусните линии 54 и 73.

## Галерия с изображения
- Пиаца Мерканти (222) и Пиаца дел Дуомо (117) на карта от 1638 г.
- Проект от 1841 г. за създаването на Пиаца дел Дуомо. Пунктираната линия показва планирания периметър, тъмните тела представляват съществуващите сгради, които до голяма степен ще бъдат съборени.
- Анонимна снимка на Пиаца Дуомо в Милано (гледка от църковния площад на Дуомо) около 1865 г., преди разрушаването. Вдясно – Коперто дей Фиджини, също разрушен, за да се направи място за площада.
- Площадът преди реконструкцията на църковния площад и построяването на Палацо Аренгарио
- Северните аркади с паметника на Виктор Емануил II
- Изглед към площада от върха на катедралата с панорамна гледка към сградите отпред.
- Статуя на Виктор Емануил II.
- Миланските бунтове от 1898 г., Пиаца дел Дуомо, гарнизон на войските на Фиоренца Бава Бекарис.
- Пиаца дел Дуомо на ретро снимка: обърни внимание на паметника на Виктор Емануил II
- 1926 г.: Движението по Пиаца дел Дуомо, видяно от началото на ул. „Торино“.
- Площадът през 1909 г.